# Otto Hofmann (Politiker, 1819)
Otto Georg Hermann Conrad Hofmann (* 7. Januar 1819 in Darmstadt; † 25. Januar 1883 ebenda) war ein hessischer Jurist und Politiker (Fortschritt) und Abgeordneter der 2. Kammer der Landstände des Großherzogtums Hessen.
Otto Hofmann war der Sohn des Hofgerichtsadvokaten Carl Christoph Conrad Hofmann und dessen Ehefrau Marie Eleonore, geborene Huth. Hofmann, der evangelischen Glaubens war, heiratete am 5. Oktober 1846 in Darmstadt in erster Ehe Marie Emilie geborene von Rosenberg (1821–1848). Nach deren Tod heiratete er in zweiter Ehe am 31. August 1852 in Vilbel Elisabeth Karoline geborene Bücking (1831–1909).
Hofmann studierte ab 1835 Rechtswissenschaften an der Universität Gießen und wurde Hofgerichtssekretariatsakzessist am Hofgericht Darmstadt. 1846 wurde er dort Hofgerichtsadvokat und 1879 vortragender Rat und juristisches Mitglied bei den Abteilungen des Finanzministeriums mit dem Charakter eines Oberfinanzrates. Er war Mitglied des Verwaltungsgerichtshofs.
Von 1862 bis 1866 gehörte er der Zweiten Kammer der Landstände an. Er wurde für den Wahlbezirk Starkenburg 1/Bessungen gewählt.